# マット・エヴァンス
マット・エヴァンス（Matt Evans、1988年1月2日 - ）は、カナダの元ラグビー選手。

## プロフィール
- カナダ・ソールズベリー出身[1]。
- 現役時代のポジションはスタンドオフ(SO)、センター(CTB)、フルバック(FB)。
- 身長 183cm、体重 89kg
- U20と7人制カナダ代表に選ばれたことがある。
- カナダ代表通算キャップ数は32でワールドカップ2011・2015のカナダ代表に選ばれた[2][3]。

## 略歴
ドラゴンズ、ニューポートRFCを経て、2011年、コーニッシュ・パイレーツに加入。 
2020年、現役を引退した。